# Kulturförderpreis der Stadt Regensburg
Der Kulturförderpreis der Stadt Regensburg wird seit 1960 jährlich für Leistungen auf den Gebieten der Literatur, Musik, bildenden Kunst und Architektur, sowie auch im Bereich darstellende und ausübende Kunst, Wissenschaft, Denkmal- und Heimatpflege wie auch Fotografie und Film unter Berücksichtigung des künstlerischen und wissenschaftlichen Nachwuchses an Persönlichkeiten und Institutionen verliehen, die das kulturelle Leben der Stadt Regensburg gestalten und fördern. Seit 1971 wird auch der Kulturpreis der Stadt Regensburg vergeben.

## Träger
- 1960: Collegium musicum Regensburg
- 1961: Jeunesses Musicales
- 1962: Eberhard Kraus; Regensburger Liederkranz
- 1963: Naturwissenschaftlicher Verein Regensburg
- 1964 nicht vergeben
- 1965: Historischer Verein für Oberpfalz und Regensburg; Musikverein Regensburg
- 1966: Otto Baumann; Regensburger Chorkreis (unter der Leitung von Rudolf Schindler)
- 1967: Josef „Jo“ Lindinger
- 1968: Xaver Fuhr
- 1969: Walter Opp; Guido Zingerl
- 1970: BBK Niederbayern/Oberpfalz
- 1971: Peter Loeffler; Gottfried Sirotek
- 1972: Katrin Arnold; Sabine Pfeiffer (unter anderem im Nomos-Quartett); Peter Schilbach; Manfred Sillner
- 1973: Joachim Schrems; Winfried Tonner
- 1974: Gerd Kaufmann; Richard Wiedamann
- 1975: Horst Hanske; Regensburger Schriftstellergruppe
- 1976: Johanna Obermüller; Alexander Stein
- 1977: Alois Peithner; Volksmusikgruppe Schiegl
- 1978: Peter Schmid; Anton Zapf
- 1979: Peter Dorn; Achim Hubel
- 1980: Manfred Dinnes; Helmut Schwämmlein
- 1981: Galerie-Kollektiv e. V.; Hartmut Zelinsky
- 1982: Heinrich Glas; Regensburger Studententheater
- 1983: Harald Grill; Rudolf Koller
- 1984: Arbeitskreis Schiffahrtsmuseum Regensburg e. V.; Rainer Silbereisen
- 1985: Eric Deschamps; Peter Radtke
- 1986: Udo Klotz; Heiner Riepl
- 1987: Chambergrass; Maria Seidenschwann
- 1988: Gisela Conrad; Peter Jeremy Ettl; Universitätsorchester der Universität Regensburg
- 1989: Bettina Glas; Thomas Lachnit; STATT-Theater
- 1990: Ernst Geserer; Erwin Hadwiger; Alexander Bolland und Walter Kotschate (Alte Mälzerei); Gertrud Wittkowsky
- 1991: Gertrud und Winfried Freisleben (Jazzclub Regensburg); Frank Scholz; Angelika Seitz
- 1992: Andreas Ehl; Georg Fiederer; Tatjana Ruhland
- 1993: Ballettcompagnie; Gert Schäl; Günter Schießl
- 1994: Arbeitskreis Film Regensburg e. V.; Alfred Böschl; Regensburger Figurentheater
- 1995: Jürgen Huber; Negerländer; Peppermint Sue
- 1996: Eva Herrmann; Oskar Siebert; Orchester am Singrün
- 1997: Christine Sabel; Aubachtal Sextett; Werner Steinmassl
- 1998: Ludwig „Wigg“ Bäuml; Peter Morsbach; Jugendblasorchester St. Konrad Regensburg
- 1999: Astrid Schröder
- 2000: Pro Musica Antiqua (Stephan Schmid und Ludwig Hartmann); Renner Ensemble Regensburg; Sumiaty Widjaja
- 2001: Elisabeth Ensenberger; Matthias Kneip; Friederike Maltz
- 2002: Barbara Krohn; Regina Hellwig-Schmid; Andi und Hannes Teichmann
- 2003: Konzertchor der Hochschule für Katholische Kirchenmusik und Musikpädagogik Regensburg; Kerstin Portscher; Gudula Zientek
- 2004: Stefan Hanke; Jürgen Schönleber; Spatzen-Quartett Regensburg
- 2005: Lukas Klotz; novantanove (Benedikt und Simon Wiedmann, Stephan Zilias); Pomodoro Bolzano
- 2006: Eva Sixt; Dieter Lohr; Florian Heigenhauser
- 2007: Universitätschor der Universität Regensburg (unter der Leitung von Christian Kroll); Dorothée Velten; Notburga Karl
- 2008: Matthias Eckert; Christian Stang; tanzstelle R
- 2009: Peter Engel; La Sfera
- 2010 nicht vergeben
- 2011: Doris Wirth; Dagmar Spannbauer; SUBLIME e. V.
- 2012: Angela Kreuz; Erik Grun; mischKultur e. V.
- 2013: Regensburger Musikedition (Andreas Meixner und Stefan Nierwetberg); blink and remove (Ralf M. Oberleitner und Stefan Wisiorek); Anka Draugelates
- 2014: Verein Mittagsmusik in Niedermünster e. V.; Stefan Giesbert Fromberger; Peter Lang (Kulturjournal Regensburg)
- 2015: Stefan Bircheneder; Lorenz Kellhuber; Jürgen Böhm
- 2016: Rayk Amelang; Christina Kirchinger; Joseph Wasswa
- 2017: Annkathrin Selthofer, ATELIER KUNST INKLUSIV, Andreas Dombert
- 2018: Ballettpodium Regensburg, Gerda Stauner, Florian Toperngpong
- 2020: Eva Karl-Faltermeier, Barbara Sophie Höcherl, Regensburg liest e. V.
- 2021: Internationale Kurzfilmwoche, Simone Elliott, Teresa Reichl
- 2022: Rebekka Maier alias "Die Nowak", Projekt "Ghost Town Radio", Nico Sawatzki
- 2023: Barbara Muhr, Transit Filmfest, Theatergruppe St. Anton Regensburg
- 2024: Jonas Höschl, Bürgertheater Regensburg e.V., Tomasz Skweres